# Санкт-Панталеон
Санкт-Панталеон (нем. Sankt Pantaleon) — коммуна (нем. Gemeinde) в Австрии, в федеральной земле Верхняя Австрия.
Входит в состав округа Браунау-на-Инне.  Население составляет 3040 человек (на 31 декабря 2005 года). Занимает площадь 18 км². Официальный код  —  40437.

## Политическая ситуация
Бургомистр коммуны — Херберт Хубер (СДПА) по результатам выборов 2003 года.
Совет представителей коммуны (нем. Gemeinderat) состоит из 23 мест.
- СДПА занимает 12 мест.
- АНП занимает 9 мест.
- Партия OGL занимает 2 места.